# Peptostreptococcus stomatis
Peptostreptococcus stomatis è una specie di batterio appartenente alla famiglia delle Peptostreptococcaceae.